# エア・モアナ
エアモアナはフランス領ポリネシアの航空会社である。ファアア国際空港を本拠地とし、2機のATR-72型機を使用してフランス領ポリネシア内の国内線を運航している。
この航空会社は、元エアタヒチ,の責任者であるクリスチャン・ヴェルノードンによって2022年1月に設立され、当初同社はATR機を使用してソサエティ諸島およびトゥアモトゥ諸島への国内線を運航する計画を立ててい。2022年12月に国内運航許可を取得 。同月中に最初の航空機が到着。2022年12月には、フレンチポリネシアの開発金融会社であるソフィデップが同航空会社に出資 
2023年2月に航空運航証明書を取得。 2023年2月8日にファアア国際空港からボラボラ空港への初便を運航。
同航空会社は2023年3月に2機目のATR 72–600を受領。

## 機材
2025年1月現在, エアモアナで運用中の機材:
| 機材       | 運用中 | 発注 | 座席数 | 補足 |
| ---------- | ------ | ---- | ------ | ---- |
| ATR 72-600 | 2      | 0    | 72     | -    |
| 合計       | 2      | 0    | -      | -    |